# トラクスタン級駆逐艦
トラクスタン級駆逐艦（英語: Truxtun-class destroyers）は、アメリカ海軍の駆逐艦の艦級。

## 設計
1898年度計画で建造された400トン型駆逐艦16隻のうち、メリーランド製鋼所の設計によるものとして、1902年に3隻が竣工した。基本構成はハーラン&ホリングスウォース社のハル級と同様で、船首楼型船首部をタートルバック状としており、機関配置を反映して煙突は2群に分離している。ただし煙突が若干低いという相違点がある。
第一次世界大戦では商船団の護衛に従事した。大戦後、3隻そろって1919年に除籍され、商船に改装された。

## 同型艦
- トラクスタン (USS Truxtun, DD-14)

由来の人物は、アメリカ独立戦争から擬似戦争まで私掠船を統率したトーマス・トラクスタン代将。
メリーランド鉄工所スパローズポイント造船所にて1899年11月13日起工・1901年8月15日進水・1902年9月11日就役、1919年7月18日退役後民間貨物船として再就役。
- ホイップル (USS Whipple, DD-15)

由来の人物は、独立戦争でハンナ号を率い、大陸海軍初勝利となるガスピー号撃破を達成したエイブラハム・ホイップル船長。
メリーランド鉄工所スパローズポイント造船所にて1899年11月13日起工・1901年8月15日進水・1903年2月17日就役、1919年7月7日退役後売却。
- ウォーデン (USS Worden, DD-16)

由来の人物は、米墨戦争と南北戦争に士官として参戦し、戦後の軍政を担ったジョン・L・ウォーデン少将。
メリーランド鉄工所スパローズポイント造船所にて1899年11月13日起工・1901年8月15日進水・1903年3月17日就役、1919年7月13日退役後売却。